# Lista över fornlämningar i Kristianstads kommun (Maglehem)
Lista över fornlämningar i Kristianstads kommun (Maglehem) är en förteckning av ett urval av de fornlämningar som finns i Maglehem i Kristianstads kommun.
| Namn                    | Lämningstyp                 | Tillkomsttid | Historisk indelning | Plats | Läge                 | ID-nr          | Bild                                      |
| ----------------------- | --------------------------- | ------------ | ------------------- | ----- | -------------------- | -------------- | ----------------------------------------- |
| Maglehem 2:1            | Stenkrets                   |              | Maglehem, Skåne     |       | 55.760008, 14.143340 | 10108700020001 | Ladda upp en bild av detta fornminne      |
| Maglehem 6:1            | Hög                         |              | Maglehem, Skåne     |       | 55.769000, 14.128677 | 10108700060001 | Ladda upp en bild av detta fornminne      |
| Högekull (Maglehem 7:1) | Hög                         |              | Maglehem, Skåne     |       | 55.769329, 14.106233 | 10108700070001 | Ladda upp en bild av detta fornminne      |
| Äskebjär (Maglehem 8:1) | Röse                        |              | Maglehem, Skåne     |       | 55.767572, 14.112722 | 10108700080001 | Ladda upp en till bild av detta fornminne |
| Maglehem 15:2           | Grav markerad av sten/block |              | Maglehem, Skåne     |       | 55.783462, 14.078086 | 10108700150002 | Ladda upp en bild av detta fornminne      |
| Maglehem 15:4           | Grav markerad av sten/block |              | Maglehem, Skåne     |       | 55.783274, 14.078018 | 10108700150004 | Ladda upp en bild av detta fornminne      |
| Maglehem 15:5           | Grav markerad av sten/block |              | Maglehem, Skåne     |       | 55.783616, 14.077849 | 10108700150005 | Ladda upp en bild av detta fornminne      |
| Maglehem 19:1           | Stensättning                |              | Maglehem, Skåne     |       | 55.790165, 14.125504 | 10108700190001 | Ladda upp en bild av detta fornminne      |
| Maglehem 20:1           | Hög                         |              | Maglehem, Skåne     |       | 55.791869, 14.125903 | 10108700200001 | Ladda upp en bild av detta fornminne      |
| Maglehem 20:2           | Hög                         |              | Maglehem, Skåne     |       | 55.791722, 14.126363 | 10108700200002 | Ladda upp en bild av detta fornminne      |
| Maglehem 21:1           | Gravfält                    |              | Maglehem, Skåne     |       | 55.778345, 14.155686 | 10108700210001 | Ladda upp en bild av detta fornminne      |
| Maglehem 23:1           | Hög                         |              | Maglehem, Skåne     |       | 55.792622, 14.149994 | 10108700230001 | Ladda upp en bild av detta fornminne      |
| Maglehem 29:1           | Begravningsplats            |              | Maglehem, Skåne     |       | 55.770275, 14.142211 | 10108700290001 | Ladda upp en bild av detta fornminne      |
| Maglehem 31:1           | Grav markerad av sten/block |              | Maglehem, Skåne     |       | 55.776971, 14.156346 | 10108700310001 | Ladda upp en bild av detta fornminne      |
| Maglehem 31:2           | Grav markerad av sten/block |              | Maglehem, Skåne     |       | 55.776882, 14.156266 | 10108700310002 | Ladda upp en bild av detta fornminne      |
| Maglehem 31:3           | Grav markerad av sten/block |              | Maglehem, Skåne     |       | 55.776792, 14.156234 | 10108700310003 | Ladda upp en bild av detta fornminne      |
| Maglehem 32:1           | Stensättning                |              | Maglehem, Skåne     |       | 55.781683, 14.165321 | 10108700320001 | Ladda upp en bild av detta fornminne      |
| Maglehem 34:1           | Hög                         |              | Maglehem, Skåne     |       | 55.779321, 14.162354 | 10108700340001 | Ladda upp en bild av detta fornminne      |
| Maglehem 109:1          | Stensättning                |              | Maglehem, Skåne     |       | 55.787883, 14.125476 | 10108701090001 | Ladda upp en bild av detta fornminne      |
| Maglehem 137:1          | Hög                         |              | Maglehem, Skåne     |       | 55.765164, 14.126511 | 10108701370001 | Ladda upp en bild av detta fornminne      |
| Maglehem 138:1          | Hög                         |              | Maglehem, Skåne     |       | 55.775056, 14.123403 | 10108701380001 | Ladda upp en till bild av detta fornminne |
| Maglehem 153:1          | Stensättning                |              | Maglehem, Skåne     |       | 55.783469, 14.161994 | 10108701530001 | Ladda upp en bild av detta fornminne      |
| Maglehem 156:1          | Hög                         |              | Maglehem, Skåne     |       | 55.758950, 14.134345 | 10108701560001 | Ladda upp en bild av detta fornminne      |